# Místní referendum v Protivanově
Ve dnech 7. a 8. října 2016 se v městysu Protivanov konalo místní referendum, které proběhlo současně s krajskými volbami. Předmětnou otázkou referenda bylo, zda obyvatelé chtějí podpořit rozšíření stávajícího větrného parku o dalších pět větrných elektráren.
Referendum obyvatelé Protivanova schválili, pro ANO se vyjádřilo 56,82 % obyvatel a pro NE 39,14 %.

Celková účast byla 48,9 % oprávněných voličů obce. Aby referendum bylo platné bylo potřeba splnit podmínku účasti alespoň 35 % oprávněných voličů, což se podařilo.
Celkem se referenda zúčastnilo 396 obyvatel z 810 oprávněných voličů, kteří mají trvalé bydliště v Protivanově. Kladně se ohledně případné stavby dalších větrných elektráren vyjádřilo 225 voličů a proti jich naopak bylo 155. Zbylých 16 hlasů bylo neplatných. Voliči, kteří se rozhodli volit v referendu odpovídali na otázku ve znění: „Souhlasíte s tím, aby zastupitelstvo městyse Protivanov podporovalo rozšíření stávajícího větrného parku nacházejícího se v katastrálním území Protivanov o dalších maximálně 5 větrných elektráren?“.

## Příprava referenda
Již v roce 2015 se v zastupitelstvu začalo projednávat rozšíření větrného parku, který do té doby byl tvořen pouze dvěma větrnými elektrárnami. Referendu předcházelo vypsání ankety a až na základě jejího výsledku se mělo zastupitelstvo rozhodnout o vypsání či nevypsání referenda. 

V březnu roku 2016 byla vytvořena anketa, jejímž cílem bylo zjisti postoj obyvatel Protivanova k větrným elektrárnám a jejich případnému rozšíření. Anketa ukázala, že obyvatelstvo nemá k elektrárnám negativní postoj, nevadí jim a neobávají se jejich případného negativního vlivu na své zdraví. Celkem se této ankety zúčastnilo 53 % občanů obce starších 18 let, z nichž 47 % souhlasila s rozšířením větrného parku. Ná základě těchto výsledků dotazníku začalo pracovat na vypsání referenda.
Město z provozu elektráren získává 1 % z ročního obratu společnosti Wind invest, což představuje pro obci roční příjem kolem 200 tisíc korun. Roční rozpočet obce Protivanov se pohybuje kolem 12 milionů korun a svůj příjem z provozu větrných elektráren zpravidla využívá na rozvoj obce.